# Fabián González Balsa
Fabián González Balsa (ur. 17 sierpnia 1968 w Buenos Aires) – argentyński duchowny katolicki, biskup pomocniczy Río Gallegos od 2022.

## Życiorys
Urodził się 17 sierpnia 1968 w Buenos Aires. Święcenia kapłańskie przyjął 26 listopada 1994 i został inkardynowany do archidiecezji Buenos Aires. Przez kilkanaście lat pracował duszpastersko w stołecznych parafiach. W 2009 wyjechał jako misjonarz fidei donum do diecezji Río Gallegos.
21 maja 2022 papież Franciszek mianował go biskupem pomocniczym Río Gallegos, przydzielając stolicę tytularną Masclianae. Sakry udzielił mu 17 września 2022 biskup Jorge García Cuerva.